# Matt Lam
Matthew Thomas Lam,, né le 10 septembre 1989, est un footballeur canadien jouant pour Kitchee.

## Jeunesse et vie personnelle
Son père est Hongkongais et sa mère est canadienne d'origine néerlandaise. Son frère, Sam Lam, est également un joueur de football professionnel.

## Carrière
Il est né à Edmonton, en Alberta. Au début de sa carrière, Matt Lam joue aux Pays-Bas pour l'Ajax et en Angleterre pour le Sheffield United avant de faire ses débuts professionnels pour le club croate Croatia Sesvete en octobre 2009.  Lam revient au Canada pour jouer pour le FC Edmonton en 2010, prêt à se joindre à la North American Soccer League pour la saison 2011. Lam  quitte le FC Edmonton en janvier 2011, prêté à l'équipe japonaise JEF United Chiba.
Lam obtient une sélection pour le Canada -20 ans en novembre 2008.
Le 27 février 2013, Lam rejoint le Kitchee, membre de la Première Division de Hong Kong, en signant un contrat initial de 18 mois,.
Le 10 janvier 2018, Lee Man, un autre club de la Ligue 1 hongkongaise, acquiert Lam en prêt pour le reste de la saison.